# Tropas de Comunicaciones y Ciberseguridad de Ucrania
Las Tropas de Comunicaciones y Ciberseguridad de Ucrania (en ucraniano Війська зв'язку та кібербезпеки Збройних сил України) son tropas especiales de las Fuerzas Armadas de Ucrania, asignadas para garantizar el funcionamiento de los sistemas de comunicación e informáticos, sistemas de control y notificación de combate, y su expansión en tiempos de paz, en períodos especiales, en condiciones de emergencia y ley marcial para resolver las tareas de garantizar la gestión de las tropas militares de las Fuerzas Armadas de Ucrania, así como la implementación de medidas para el funcionamiento del sistema nacional de seguridad cibernética de Ucrania.

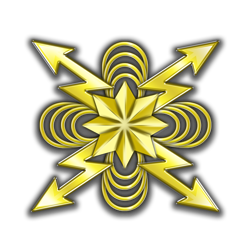
Emblema de las Fuerzas de Comunicaciones y Ciberseguridad de las Fuerzas Armadas de Ucrania

Las fuerzas de comunicación incluyen conexiones nodales y lineales, partes del soporte técnico de comunicación y sistemas de control automatizados, servicio de campo y comunicación postal.
El dia feriado de esta Fuerza Militar, el 8 de agosto, fue establecido por el Decreto del Presidente de Ucrania con fecha 1 de febrero de 2000.

## Historia
En el Ejército Imperial Ruso, aparecieron unidades de comunicación separadas a mediados del siglo XIX, después de la invención del telégrafo eléctrico. El primer telégrafo derivado militar se utilizó en la Guerra de Crimea de 1853-1856. Las primeras unidades de comunicación se denominaron parques de telégrafos móviles militares, que se introdujeron en los cuerpos de ejército en 1884, más tarde se crearon compañías de telégrafos militares.
Al comienzo de la Primera Guerra Mundial, 1914-1918, el ejército ruso tenía unidades de comunicaciones en todas las unidades y formaciones de infantería, caballería y artillería.

## Durante la época delHetmanato
Durante la época del Hetmanato, el departamento de comunicación del Estado Mayor fue durante algún tiempo una subdivisión del 1.er Intendente General. Sin embargo, a fines de 1918, este organismo volvió a convertirse en un departamento separado. En el estado mayor de cada cuerpo de ejército se formaron 4 centenares de radiotelegrafistas; La división gris en cada uno de sus regimientos (de los cuales había 4) contaba con 3 escuadrones de comunicaciones (pelotones) (1 por cada kurin), subordinados al jefe de comunicaciones del regimiento.
Los documentos y exhibiciones del Casa Central de los Oficiales de las Fuerzas Armadas de Ucrania (Kiev) muestran que en 1920, los cosacos y los jefes de las unidades de comunicación de las unidades militares ucranianas ya tenían sus propios emblemas (uno de los atributos de las fuerzas armadas) y separados para telegrafistas y radiotelegrafistas. El Ejército Rojo no otorgó premios individuales a sus telégrafos hasta 1922.
Entonces, en noviembre de 1917, el Estado Mayor General del Ejército de la República Popular de Ucrania tenía un departamento de comunicaciones en su composición, que existió tanto durante el Hetmanato de P. Skoropadsky como durante los días del Directorio de la República Popular de Ucrania. En 1921, el Departamento de Comunicaciones, junto con el Estado Mayor, fue internado en Polonia, donde continuó su labor en el exilio.
En otras palabras, el organismo de gestión de las comunicaciones se creó en el Servicio de Seguridad del Estado de Ucrania 2 años antes que una entidad similar en el Ejército Rojo.

## Periodo Soviético
El entrenamiento masivo del personal de mando para las tropas de señales comenzó el 27 de marzo de 1918. Los comandantes de señales fueron entrenados en los cursos de los comandantes rojos de las tropas de ingeniería, abiertos sobre la base de la antigua escuela de ingeniería eléctrica para oficiales en Petrogrado (San Petersburgo). El 20 de octubre de 1919, se emitió una orden del gobierno según la cual las tropas de señales de las Fuerzas Armadas recibieron un liderazgo centralizado y se reformaron en tropas especializadas independientes.
El 8 de agosto de 1920 comenzó la formación de cadetes de señaleros en los cursos de ingeniería de Kiev.
En el futuro, a los soldados de comunicaciones se les proporcionó la gestión de tropas en condiciones difíciles de terreno montañoso durante las hostilidades en Afganistán.
Las partes y unidades de comunicaciones también participaron en la lucha contra los desastres naturales y las consecuencias de los desastres. Entonces, en 1986, al día siguiente del desastre de Chernobyl, los soldados-comunicadores ya estaban brindando comunicación a los equipos de rescate y recuperación, estando en el área afectada.
A lo largo de los años de su existencia, alrededor de 600 unidades de comunicaciones recibieron premios estatales, más de 200 de ellas dos veces, 58 unidades recibieron el título de Guardias, alrededor de 200 unidades recibieron títulos honoríficos, 329 unidades de comunicaciones militares recibieron el título de Héroe de la Unión Soviética, 127 se convirtieron en caballeros completos de la Orden de la Gloria, decenas de miles recibieron órdenes y medallas. Entre los héroes de la comunicación hay representantes de 22 nacionalidades, 48 de ellos son ucranianos.

## Después de la restauración de la independencia
El 3 de enero de 1992, el departamento de comunicaciones del Distrito Militar Bandera Roja de Kiev asumió el control del sistema de comunicaciones y las tropas de los Distritos Militares de Kiev, Cárpatos, Odesa y, más tarde, las tropas de comunicaciones de la Fuerza Aérea y las Fuerzas de Defensa Aérea. El 4 de enero, los funcionarios del departamento de comunicaciones juraron lealtad al pueblo de Ucrania. Este fue el comienzo de la formación de la Oficina de Comunicaciones del Estado Mayor Principal de las Fuerzas Armadas en Ucrania Independiente.
Durante los años de la independencia, las tropas de señales de las Fuerzas Armadas de Ucrania participaron en todas las medidas de entrenamiento militar de las tropas. En ejercicios estratégicos, de mando y estado mayor, especiales y experimentales, las tropas de comunicaciones realizaron tareas para asegurar el manejo de las unidades de las Fuerzas Armadas. Los soldados-comunicadores aseguraron el control de las unidades de las Fuerzas Navales durante las campañas marítimas de los barcos ucranianos, las unidades de la Fuerza Aérea durante la ejecución de las tareas de los aviones ucranianos fuera de Ucrania.
Las fuerzas de comunicación de Ucrania han adquirido mucha experiencia en la comunicación con las unidades de las Fuerzas Armadas de Ucrania como parte de los contingentes de mantenimiento de la paz y en la realización de misiones de combate para mantener la paz.
El 10 de noviembre de 2017, durante una sesión informativa, el Jefe de Comunicaciones de las Fuerzas Armadas de Ucrania — Jefe del Departamento Principal de Comunicaciones y Sistemas de Información del Estado Mayor de las Fuerzas Armadas de Ucrania Mayor General Volodymyr Rapko anunció que para 2020, todas las unidades militares de combate de las Fuerzas Armadas de Ucrania estarán equipadas con estaciones de radio Aselsan. Las unidades y unidades militares individuales seguirán utilizando radios Harris recibidas a través del programa de asistencia militar de EE. UU. Las radios de Motorola se utilizarán en las unidades de apoyo operativo.
En febrero de 2020, de acuerdo con la reforma de las estructuras militares de las Fuerzas Armadas de Ucrania de acuerdo con los estándares y la OTAN, la Dirección Principal de Comunicaciones y Sistemas de Información del Estado Mayor de las Fuerzas Armadas de Ucrania se transformó en el Comando de las Fuerzas de Comunicaciones y Ciberseguridad de las Fuerzas Armadas de Ucrania. El mayor general Yevgeny Stepanenko fue nombrado comandante.
A partir del 1 de enero de 2022, de conformidad con la ley "Sobre las bases de la resistencia nacional", las Fuerzas de Comunicaciones y Ciberseguridad adquirieron la condición de entidad separada.

## Estructura
- El principal punto de control de los sistemas de información y comunicaciones de las Fuerzas Armadas de Ucrania A2666, Kiev
- El principal centro de control de seguridad en los sistemas de información y telecomunicaciones de las Fuerzas Armadas de Ucrania A0334, Kiev
- El principal centro de información y telecomunicaciones A0351, Kiev
- 3.ª Brigada Separada de Señales[4]
- 1er nodo de comunicaciones de campo separado (Ucrania), Kiev
- 8º Regimiento de Señales Separadas A0707, Haysyn, Óblast de Vínnitsa
- El nodo central 330 de la FPZ del Estado Mayor

### Fuerzas Terrestres
- 5º regimiento de señales separado A2995, Chernihiv
- 7º regimiento de comunicaciones separado (Ucrania) A3783, Odessa
- 8.º Regimiento de señales independiente (Ucrania) А0707, Gaysyn, Región de Vínnitsa[5]
- 55 ° Regimiento de Señales Separadas, A1671, Rivne
- 121.º regimiento de comunicaciones independiente A1214, ciudad Cherkasy, distrito de Novomoskovsk, región de Dnipropetrovsk
- 64 nodo de información y telecomunicaciones A1283, Odesa
- 346 nodo de información y telecomunicaciones A1548, Rivne
- 367 nodo de información y telecomunicaciones A2984, Chernihiv
- 368 nodo de información y telecomunicaciones A2326, Dnipro
- 315 nodo de comunicación postal de feldyeger[6]
- 324 estación de campo y comunicación postal A1218,
- 702 estación de campo y comunicación postal A1613
- 899 estación de servicio de campo A2010, Kremenchuk
- 2202 estación de campo y comunicación postal A0384. Krivói Rog
- 2207 estación de servicio de campo A0388, Berdychiv
- 2210 estación de servicio de campo A0390, Mykolaiv
- 2213 estación de servicio de campo A0391, Kropyvnytskyi
- 2227 estación de servicio de campo A0403, Khmelnytskyi

### Fuerza Aérea
- 31.er Regimiento Separado de Soporte Técnico de Comunicaciones y Radio[7] A0799, m. Kiev
- 43° regimiento separado de comunicaciones y gestión (Ucrania) А2171, Odessa
- 57 regimiento separado de comunicación y gestión A3297, Dnipro
- 76.º regimiento separado de soporte técnico de comunicación y radio (Ucrania) А2166, ciudad Lypniki, región de Lviv
- 101 regimiento separado de comunicaciones y gestión A2656, Vínnitsa
- 182 nodo combinado de información y telecomunicaciones, A1660, Vínnitsa
- Compañía de campo y comunicación postal

### Fuerzas Navales
- 37.º regimiento de comunicaciones separado А1492 (А4416), p. Radisne (Revolución de Octubre) del distrito de Bilyaiv, región de Odesa
- 68 centro unificado de información y telecomunicaciones de Odessa
- 79 nodo de información y telecomunicaciones A4362, Odessa

### Tropas de asalto aerotransportadas
- 347 nodo de información y telecomunicaciones A0876, Zhitómir

## Equipo
ZTK-1/S — Estaciones portátiles de comunicación por satélite desarrolladas y producidas por Datagrup.

## Liderazgo
La gestión de la comunicación la lleva a cabo el Comando de las Fuerzas de Comunicaciones y Ciberseguridad de las Fuerzas Armadas de Ucrania

## Comandantes
- 1992-1997 — Teniente general Valentyn Ivanovich Samoilenko
- 1997-2001 — Teniente general Volodymyr Oleksandrovich Ishchuk
- 2001-2004 — Mayor general Yurii Petróvich Semerych
- 2004-2006 - Mayor general Rudyk Volodymyr Volodymyrovych
- 2006-2010 — Teniente general Mykhailo Vasylovich Malyarchuk
- 2010-2011 - Mayor general Mykhailo Mykolayovych Mishin
- 2011-2014 — Coronel Manzhos Anatoly Volodymyrovych
- 2014-2019 — Teniente general Volodymyr Vasyliovych Rapko
- A partir de 2020: Mayor general Stepanenko Yevhen Oleksandrovych

## Instituciones educativas
- Instituto Militar de Telecomunicaciones y Tecnologías de la Información "Héroes de Kruty"
- Colegio Militar de Sargentos (ВІТІ)
- 179ª Centro de Formación de las Fuerzas de Señales

## Organización pública
Asociación de Combatientes y Veteranos de las Fuerzas de Señales de Ucrania